# Deaflympics d'hiver
Navigation
- 1949
- 1953
- 1955
- 1959
- 1963
- 1967
- 1971
- 1975
- 1979
- 1983
- 1987
- 1991
- 1995
- 1999
- 2003
- 2007
- 2011
- 2015
- 2019
- 2023

Les Deaflympics d'hiver sont un événement sportif international organisé tous les quatre ans. La première célébration des Jeux d'hiver a lieu dans la station autrichienne de Seefeld in Tirol en 1949. Les premiers sports sont le ski de fond et le ski alpin. Les Deaflympics d'hiver ont lieu tous les quatre ans de 1949 à 1953. Ils sont ensuite décalés en deux ans car les Deaflympics d'hiver sont organisés la même année que les Deaflympics d'été en deux fois: 1949 et 1953. L'organe de direction des Deaflympics, le Comité international des sports des Sourds (CISS), décide à cette date de placer les Deaflympics d'hiver et d'été en alternance sur les années impaires d'un cycle de quatre ans. Les Deaflympics d'hiver ont à nouveau lieu tous les quatre ans dès 1955.

## Histoire
Avant la Seconde Guerre mondiale, les Deaflympics d'été étaient au lieu depuis la création de Deaflympics en 1924. À l'époque de la Seconde Guerre mondiale, le Comité International des Sports des Sourds n'avait pas organisé le congrès pour la désignation de la ville hôte de Deaflympics d'été pour plusieurs raisons liées de la guerre, la principale étant que les sourds furent considérés comme handicapés. Donc pendant 7 ans d'absence, le Comité International des Sports des Sourds a enfin organisé le congrès à Paris en 1946. En ce moment, on avait décidé de créer les Deaflympics d'Hiver en même année de Deaflympics d'été a lieu de l'année 1949. On a choisi la désignation de la ville hôte de Deaflympics d'été à Copenhague au Danemark et la désignation de la ville hôte de Deaflympics d'hiver à Seefeld in Tirol à l'Autriche pour l'année 1949.

## Sport

### Disciplines sportives

#### Sports individuels
- Combiné nordique
- Patinage de vitesse
- Saut à ski
- Ski Combiné
- Ski Descente
- Ski de fond
- Ski slalom
- Snowboard

#### Sports en équipe
- Curling
- Hockey sur glace
- Ski de fond Relais

### Évolution du nombre d'épreuves par sport
|                     |                             |                     | XXe siècle | XXe siècle | XXe siècle | XXe siècle | XXe siècle | XXe siècle | XXe siècle | XXe siècle | XXe siècle | XXe siècle | XXe siècle | XXe siècle | XXe siècle | XXe siècle | XXIe | XXIe | XXIe | XXIe | XXIe | XXIe |
| Sport (Discipline)  | Sport (Discipline)          | Sport (Discipline)  | 49         | 53         | 55         | 59         | 63         | 67         | 71         | 75         | 79         | 83         | 87         | 91         | 95         | 99         | 03   | 07   | 11   | 15   | 19   | 24   |
| Curling             | Curling                     | Curling             |            |            |            |            |            |            |            |            |            |            |            |            |            |            |      | 2    |      | 2    | 2    | 2    |
| Hockey sur glace    | Hockey sur glace            | Hockey sur glace    |            |            |            |            |            |            |            | 1          |            |            |            | 1          | 1          | 1          | 1    | 1    |      | 1    | 1    |      |
| Patinage de vitesse | Patinage de vitesse         | Patinage de vitesse |            |            |            |            |            |            |            | 6          |            | 3          | 4          | 5          |            |            |      |      |      |      |      |      |
| S k i               | Ski alpin                   | Ski alpin           | 3          | 4          | 6          | 10         | 8          | 6          | 6          | 6          | 6          | 8          | 8          | 6          | 8          | 8          | 8    | 12   |      | 10   | 10   | 6    |
| S k i               | Ski de fond                 | Ski de fond         | 2          | 3          | 3          | 3          | 5          | 4          | 5          | 6          | 6          | 6          | 6          | 6          | 6          | 8          | 8    | 9    |      | 8    | 9    | 8    |
| S k i               | Combiné nordique            | Combiné nordique    |            | 1          | 1          |            |            |            |            |            |            |            |            |            |            |            |      |      |      |      |      |      |
| S k i               | Saut à ski                  | Saut à ski          |            | 1          | 1          | 1          |            |            |            |            |            |            |            |            |            |            |      |      |      |      |      |      |
| S k i               | Snowboard (Surf des neiges) | Snowboard           |            |            |            |            |            |            |            |            |            |            |            |            |            | 6          | 6    | 5    |      | 10   | 10   | 6    |
| Échecs              | Échecs                      | Échecs              |            |            |            |            |            |            |            |            |            |            |            |            |            |            |      |      |      |      | 4    | 4    |
| Futsal              | Futsal                      | Futsal              |            |            |            |            |            |            |            |            |            |            |            |            |            |            |      |      |      |      |      | 2    |
| Compétitions        | Compétitions                | Compétitions        | 5          | 9          | 11         | 14         | 13         | 10         | 11         | 19         | 12         | 17         | 18         | 18         | 15         | 23         | 23   | 29   | -    | 31   | 36   | 28   |

## Localisation des éditions des Deaflympics

Lieux des différents Deaflympics d'hiver. Les pays ayant accueilli les Jeux d'hiver plusieurs fois sont en vert foncé.

|       | Deaflympics d'hiver | Deaflympics d'hiver                    | Deaflympics d'hiver | Deaflympics d'hiver      |
| ----- | ------------------- | -------------------------------------- | ------------------- | ------------------------ |
| Année | no                  | Ville hôte, Pays                       | Continent           | Nbre athlètes, Nbre Pays |
| 1949  | 1                   | Seefeld in Tirol, Autriche             | Europe              | 33, 5 pays               |
| 1953  | 2                   | Oslo, Norvège                          | Europe              | 44, 6 pays               |
| 1955  | 3                   | Oberammergau, Allemagne de l'Ouest     | Europe              | 59, 8 pays               |
| 1959  | 4                   | Crans-Montana, Suisse                  | Europe              | 53, 9 pays               |
| 1963  | 5                   | Åre, Suède                             | Europe              | 60, 9 pays               |
| 1967  | 6                   | Berchtesgaden, Allemagne de l'Ouest    | Europe              | 77, 12 Pays              |
| 1971  | 7                   | Adelboden, Suisse                      | Europe              | 92, 13 pays              |
| 1975  | 8                   | Lake Placid (New York), États-Unis     | Amériques           | 139, 13 pays             |
| 1979  | 9                   | Méribel, France                        | Europe              | 113, 14 pays             |
| 1983  | 10                  | Madonna di Campiglio, Italie           | Europe              | 147, 15 pays             |
| 1987  | 11                  | Oslo, Norvège                          | Europe              | 129, 15 pays             |
| 1991  | 12                  | Banff, Canada                          | Amériques           | 181, 16 pays             |
| 1995  | 13                  | Ylläs, Finlande                        | Europe              | 258, 18 pays             |
| 1999  | 14                  | Davos, Suisse                          | Europe              | 265, 18 pays             |
| 2003  | 15                  | Sundsvall, Suède                       | Europe              | 247, 21 pays             |
| 2007  | 16                  | Salt Lake City, États-Unis             | Amériques           | 298, 23 pays             |
| 2011  | 17                  | Vysoké Tatry (ville), Slovaquie Annulé | Europe              | Annulé                   |
| 2015  | 18                  | Khanty-Mansiïsk, Russie                | Europe              | 344, 27 pays             |
| 2019  | 19                  | Valteline, Italie                      | Europe              | 493, 34 pays             |
| 2024  | 20                  | Erzurum, Turquie                       | Europe              | 534, 34 pays             |

## Pays participants
- Allemagne
- Australie
- Autriche
- Canada
- Chine
- Croatie
- Espagne
- Estonie
- États-Unis
- Finlande
- France
- Italie
- Japon
- Lituanie
- Norvège
- Pakistan
- Pays-Bas
- Pologne
- République tchèque
- Royaume-Uni
- Russie
- Slovaquie
- Slovénie
- Suède
- Suisse
- Turquie
- Tchécoslovaquie
- Ukraine
- Union soviétique
- Yougoslavie
- Nouvelle-Zélande

## Bilan des tableaux des médailles
| Rang | Équipe             | Premières places               | Deuxièmes places   | Troisièmes places        | Quatrièmes places  | Cinquièmes places  |
| ---- | ------------------ | ------------------------------ | ------------------ | ------------------------ | ------------------ | ------------------ |
| 1    | Norvège            | · 1953, 1955, 1959, 1967, 1987 | · 1991, 1995       | · 1963                   | 2 1983, 1999       | 1 2003             |
| 2    | Russie             | · 1995, 1999, 2003, 2007, 2015 |                    |                          |                    |                    |
| 3    | Union soviétique   | · 1979, 1983, 1991             | · 1971, 1975       |                          |                    |                    |
| 4    | Suisse             | · 1949, 1971                   |                    | · 1975                   | 3 1963, 1967, 1979 | 2 1959, 1991       |
| 5    | Finlande           | · 1963                         | · 1949, 1953, 1987 | · 1959                   | 1 1955             | 3 1967, 1975, 1979 |
| 6    | Canada             | · 1975                         |                    | · 1983, 1987             | 1 2007             | 1 2003             |
| 7    | République tchèque |                                | · 1967, 2003, 2015 |                          | 1 2003             |                    |
| 8    | Autriche           |                                | · 1955, 1963       | · 1953, 1991             | 3 1949, 1959, 1987 |                    |
| 9    | Italie             |                                | · 1967, 2003       | · 1999                   | 1 2015             | 2 1963, 1971       |
| 10   | France             |                                | · 1979, 1983       |                          | 1 1975             |                    |
| 11   | États-Unis         |                                | · 1967             | · 1971, 2003, 2007, 2015 | 1 1991             | 1 1999             |
| 12   | Allemagne          |                                | · 1959[A]          | · 1955                   |                    | 1 2003             |

En italique les entités politiques n'existant plus aujourd'hui.